# 秋山 (小惑星)
秋山 (あきやま、2153 Akiyama) は、小惑星帯の小惑星のひとつ。
1978年12月、ハーバード大学天文台アガシ観測所で発見された。

## 名称
日本の天文学者 秋山薫（1901年 - 1970年）をしのんで名付けられた。秋山は法政大学教授を務めて小惑星研究にあたり、とくに平山清次とおこなった (153) ヒルダ の軌道の詳細な研究で知られている。
命名は冨田弘一郎の提案によるもので、1979年11月の小惑星回報（MPC 5013）で公表された。

## 註
1. 1 2 3  MPC 5013（1979年11月1日）